# Jenggalu
Jenggalu is een bestuurslaag in het regentschap Seluma van de provincie Bengkulu, Indonesië. Jenggalu telt 1248 inwoners (volkstelling 2010).